# Finska mästerskapet i bandy 1914
Finska mästerskapet i bandy 1914 avgjordes i cupform, och deltog gjorde fyra lag. Det var två lag från Helsingfors och två lag från Viborg, som på den tiden låg i Finland.

## Semifinaler
| Lag 1                            | Resultat   | Lag 2          | Noterbart            |
| -------------------------------- | ---------- | -------------- | -------------------- |
| Viipurin Bandy & Jalkapalloseura | 14–3       | Viipurin IFK   | [ 1 ]                |
| IFK Helsingfors                  | 2-2        | Kronohagens IF |                      |
| IFK Helsingfors                  | 11–2 (3-2) | Kronohagens IF | Andra playoffmatchen |

Första playoffmatchen mellan HIFK och KIF ställdes in på grund av tvist om matchdatum.

## Final
Spelades 15 mars i Helsingfors
| Lag 1           | Resultat  | Lag 2                            |
| --------------- | --------- | -------------------------------- |
| IFK Helsingfors | 4–6 (3-4) | Viipurin Bandy & Jalkapalloseura |

## Slutställning
| Placering | Lag                              |
| --------- | -------------------------------- |
| 1.        | Viipurin Bandy & Jalkapalloseura |
| 2.        | IFK Helsingfors                  |

### Fotnoter
1. ↑  Suomen Urheilulehti 19 mars 1914
2. ↑  Suomen Urheilulehti 5 mars 1914